# Xie Lingyun
Xie Lingyun ((kin.) 謝靈運 谢灵运 Xiè Língyùn ili Hsieh Lingyün) (385. – 433.), poznat i kao Vojvoda od Kanglea (康樂公), bio je kineski pjesnik iz doba Južnih i Sjevernih dinastija. Otac mu je bio Xie An, znameniti državnik na dvoru Istočne dinastije Jin. Xie Lingyun je i sam služio toj dinastiji, kao i dinastiji Liu Song. Međutim, zbog svoje buntovne prirode je prognan, a na kraju i pogubljen. Bio je pobožni budist, a poezija mu je više inspiracije pronalazila u "planinama i potocima" nego u "poljima i vrtovima".